# James Millican
James Millican (* 17. Februar 1911 in Palisades, New Jersey; † 24. November 1955 in Los Angeles, Kalifornien) war ein US-amerikanischer Schauspieler. Er absolvierte über 185 Film- und Fernsehauftritte zwischen 1932 und 1956 und wurde vor allem durch seine Nebenrollen in Western bekannt.

## Leben und Karriere
Nach Besuch der Highschool studierte James Millican an der University of Southern California. Direkt nach seinem Abschluss dort besuchte er die Schauspielschule von Metro-Goldwyn-Mayer und absolvierte 1934 in Mills of the Gods mit einem Auftritt als Chauffeur sein Filmdebüt. Seine Filmkarriere entwickelte sich jedoch nicht wie gedacht und er musste sich in Filmen wie Mr. Deeds geht in die Stadt (1936), Mr. Smith geht nach Washington (1939) und Sein Mädchen für besondere Fälle (1940) mit Kleinstrollen begnügen; häufig als Polizist, Reporter, Türsteher oder Soldat. Während des Zweiten Weltkrieges war der kräftige Schauspieler in besonders vielen US-Propaganda-Kriegsfilmen zu sehen, jedoch blieben auch dort seine Auftritte nur auf wenige Sekunden beschränkt. Erst Ende der 1940er-Jahre konnte er sich als erfolgreicher Nebendarsteller positionieren. Insbesondere der Western wurde zu seinem Genre: Er spielte General Custer in Am Marterpfahl der Sioux (1951), einen zaudernden Bekannten von Gary Cooper in Zwölf Uhr mittags (1952) sowie den Dorfsheriff in Der Mann aus Laramie (1955).
In Western war Millican oftmals in der Rolle des harten, aber gerechten Offiziers oder Sheriffs zu sehen, außerdem verkörperte er häufiger den besten Freund der Hauptfigur in B-Western. So war er als Sidekick des B-Westernstars Wild Bill Elliott in mehreren Filmen zu sehen, einem guten Freund von ihm. Zusätzlich zu seinen über 170 Filmauftritten war Millican in seinen letzten Lebensjahren auch als Gastdarsteller in einem Dutzend Fernsehserien zu sehen. Er verstarb im Dezember 1955 nach kurzer Krankheit im Alter von nur 44 Jahren. Er war verheiratet mit Dorothy Eleanor Griffith und wurde auf dem Forest Lawn Memorial Park in Glendale beigesetzt.

## Filmografie (Auswahl)
- 1934: Mills of the Gods
- 1936: Mr. Deeds geht in die Stadt (Mr. Deeds Goes To Town)
- 1938: Lebenskünstler (You Can’t Take It with You)
- 1939: Mr. Smith geht nach Washington (Mr. Smith Goes to Washington)
- 1939: S.O.S. Feuer an Bord (Only Angels Have Wings)
- 1940: Sein Mädchen für besondere Fälle (His Girl Friday)
- 1940: In Oxford
- 1940: Ein Ehemann zuviel (Too Many Husbands)
- 1940: Flight Command
- 1941: Hier ist John Doe (Meet John Doe)
- 1941: I Wanted Wings
- 1941: Love Crazy
- 1941: Die Frau mit der Narbe (A Woman's Face)
- 1941: Reich wirst du nie (You'll Never Get Rich)
- 1942: Don’t Talk
- 1942: Wake Island
- 1942: Meine Frau, die Hexe (I Married a Witch)
- 1942: My Favorite Blonde
- 1942: Der gläserne Schlüssel (The Glass Key)
- 1942: Schatten am Fenster (Fingers at the Window)
- 1943: In die japanische Sonne (Air Force)
- 1943: Mutige Frauen (So Proudly We Hail!)
- 1943: Blutiger Schnee (Northern Persuit)
- 1943: Kampf in den Wolken (A Guy Named Joe)
- 1943: Riding High
- 1944: Im Zeichen des Kreuzes (The Sign of the Cross) (1932) Szenen für Re-Release
- 1944: Dr. Wassells Flucht aus Java (The Story of Dr. Wassell)
- 1945: Incendiary Blonde
- 1945: Liebesbriefe (Love Letters)
- 1945: Das verlorene Wochenende (The Lost Weekend)
- 1946: Die blaue Dahlie (The Blue Dahlia)
- 1946: Mutterherz (To Each of His Own)
- 1946: In Ketten um Kap Horn (Two Years Before the Mast)
- 1947: Der Richter von Colorado (The Man from Colorado)
- 1947: Die widerspenstige Gattin (Suddenly It’s Spring)
- 1948: Wildfeuer, der schwarze Hengst (The Return of Wildfire)
- 1948: Pferdediebe am Missouri (Last of the Wild Horses)
- 1948: Der Mann ohne Gesicht (Rogues’ Regiment)
- 1948: Command Decision
- 1949: Der Geisterschütze (Rimfire)
- 1949: Die Stadt der rauhen Männer (Fighting Man of the Plains)
- 1950: Der Scharfschütze (The Gunfighter)
- 1950: Fluch des Blutes (Devil's Doorway)
- 1950: Mister 880
- 1950: Winchester ’73
- 1950: Verurteilt (Convicted)
- 1950: Der Marschall von Santa Fe (The Dalton Gang)
- 1951: Ich war FBI Mann M.C. (I Was a Communist for the FBI)
- 1951: Vierzehn Stunden (14 Hours)
- 1951: Zwei in der Falle (Rawhide)
- 1951: Am Marterpfahl der Sioux (Warpath)
- 1951: Reiter gegen Sitting Bull (Cavalry Scout)
- 1952: Die schwarzen Reiter von Dakota (Bugles in the Afternoon)
- 1952: Kurier nach Triest (Diplomatic Courier)
- 1952: Skandalblatt (Scandal Sheet)
- 1952: Sabotage (Carson City)
- 1952: Gegenspionage (Springfield Rifle)
- 1952: Zwölf Uhr mittags (High Noon)
- 1952: Teufelskerle des Ozeans (Torpedo Alley)
- 1953: Crazylegs
- 1954: Dieser Mann weiß zuviel (Riding Shotgun)
- 1954: Kalifornische Sinfonie (Jubilee Trail)
- 1955: Der Speer der Rache (Chief Crazy Horse)
- 1955: In geheimer Kommandosache (Strategic Air Command)
- 1955: Gegen alle Gewalten (I Died a Thousand Times)
- 1955: Der Mann aus Laramie (The Man from Laramie)
- 1956: Auf der Spur des Todes (Red Sundown)